# Electrotettix attenboroughi
Electrotettix attenboroughi (лат.) — вымерший вид прямокрылых из семейства прыгунчиков, единственный известный вид рода Electrotettix, найденный в образце доминиканского янтаря. Обитал в бурдигальском веке миоцена — примерно 18—20 миллионов лет назад, и питался в основном мхом, грибами и водорослями.

## Этимология
Родовое название происходит от комбинации двух слов: лат. electrum — «янтарь», и др.-греч. τέττιξ — «цикада, кузнечик». Видовое название дано в честь всемирно известного натуралиста Дэвида Аттенборо. Electrotettix attenboroughi стал ещё одним биологическим видом, названным в честь Аттенборо.

## Описание
Длина самки — 8 мм. Самцы неизвестны. Вид отличается от современных представителей подсемейства Cladonotinae наличием передних и рудиментарных задних крыльев, которые у современных видов редуцированы.

## Открытие
E. attenboroughi стал десятым известным ископаемым видом своего семейства. Он был обнаружен в коллекции 160 фунтов доминиканского янтаря, собранного в конце 1950-х годов энтомологом Мильтоном Сандерсоном. Изучением занялась группа учёных из Института по изучению прерий Иллинойсского университета в Урбане-Шампейне под руководством палеонтолога Сэма Хэдса, а именно Джаред Томас и Иньань Ван. Хэдс сказал, что:

Кузнечиков очень редко находят в янтаре, а этот экземпляр чрезвычайно хорошо сохранился. Сэр Дэвид лично интересуется янтарём, а также он был одним из героев моего детства и до сих пор является одним из моих героев, и поэтому я решил назвать вид в его честь — с его разрешения, конечно. Ископаемые насекомые могут раскрыть перед нами новые подробности эволюции определенных признаков и поведения этих животных, а также рассказать о некоторых аспектах истории. Они представляют собой огромный ресурс для понимания древнего мира, его экосистемы, а также климата и несут даже больше информации, чем, пожалуй, кости динозавров.
Оригинальный текст (англ.)Grasshoppers are very rare in amber and this specimen is extraordinarily well-preserved. Sir David has a personal interest in amber, and also he was one of my childhood heroes and still is one of my heroes and so I decided to name the species in his honor — with his permission of course. Fossil insects can provide lots of insight into the evolution of specific traits and behaviors, and they also tell us about the history of the time period. They’re a tremendous resource for understanding the ancient world, ancient ecosystems and the ancient climate — better even, perhaps, than dinosaur bones.